# Rafael de Solís y Peiró
Rafael de Solís y Peiró fue un pianista español, profesor y jurado de concursos internacionales de piano.

## Biografía
Estudió piano en Madrid. En 1953 recibió una beca de la Real Academia de Bellas Artes de San Fernando. En 1961 ganó el primer premio del Concurso Internacional de Piano Premio Jaén. Ese año fue nombrado profesor de piano en el Real Conservatorio de Música de Madrid. Fue Jurado del Concurso Internacional de Piano Delia Steinberg. Ha sido profesor de pianistas y compositores de música como Sebastián Mariné Isidro, Carlos Cruz de Castro, Ramón Benito Pérez, Rubén Yessayan o de José Antonio Coso Martínez. Falleció el 19 de enero de 2022.